# Mandarijneend
De mandarijneend (Aix galericulata) is een vogel uit de familie van de eendvogels (Anatidae). De wetenschappelijke naam van de soort werd in 1758 als Anas galericulata gepubliceerd door Carl Linnaeus.
Van oorsprong is de mandarijneend een Aziatische vogel die zijn nest maakt in verlaten spechtennesten op grote hoogte. Mandarijneenden worden al enige honderden jaren gehouden als sierwatervogel. Verwilderde populaties komen voor in West-Europa.

## Veldkenmerken
De mandarijneend is een kleine eendensoort. Mannetjes van deze kleurrijke vogel hebben een donkerrode snavel, een lange, afhangende kuif, kastanjebruine bakkebaarden, een witte wenkbrauwstreep die loopt van het oog tot in de nek en ze hebben twee goudkleurige zeiltjes op de vleugels, die kunnen worden opgezet om vrouwtjes en andere mannetjes te imponeren. De vrouwtjes en jongen zijn bruinachtig grijs met lichte vlekjes op de borst en flanken. Ze hebben een opvallende witte vlek achter het oog en een witte kin. De mandarijneend is een stille vogel, alleen het mannetje maakt een fluitend geluid.
De lichaamslengte bedraagt 41 tot 49 cm en het gewicht is ongeveer 600 gram.

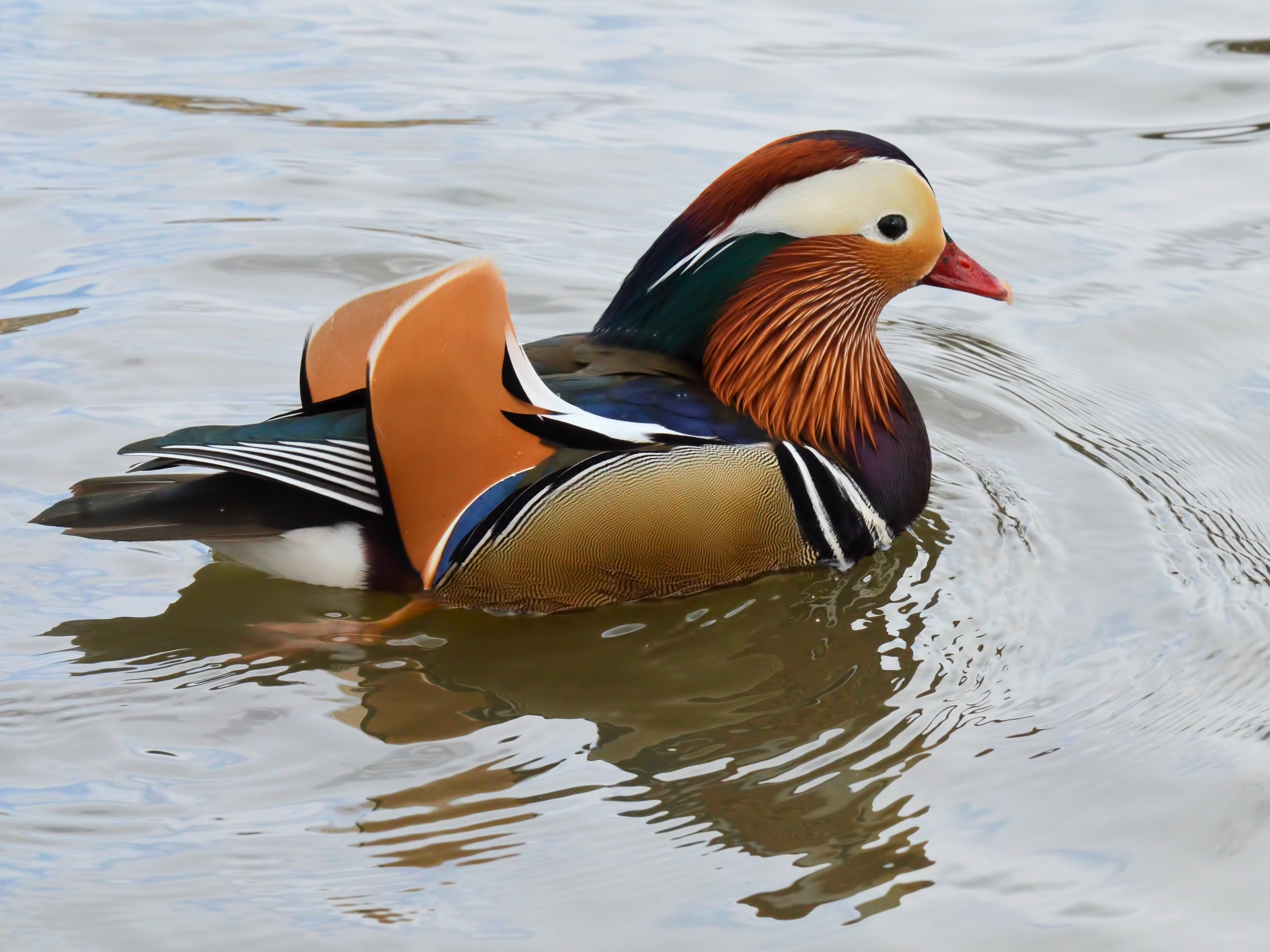
Mannetje
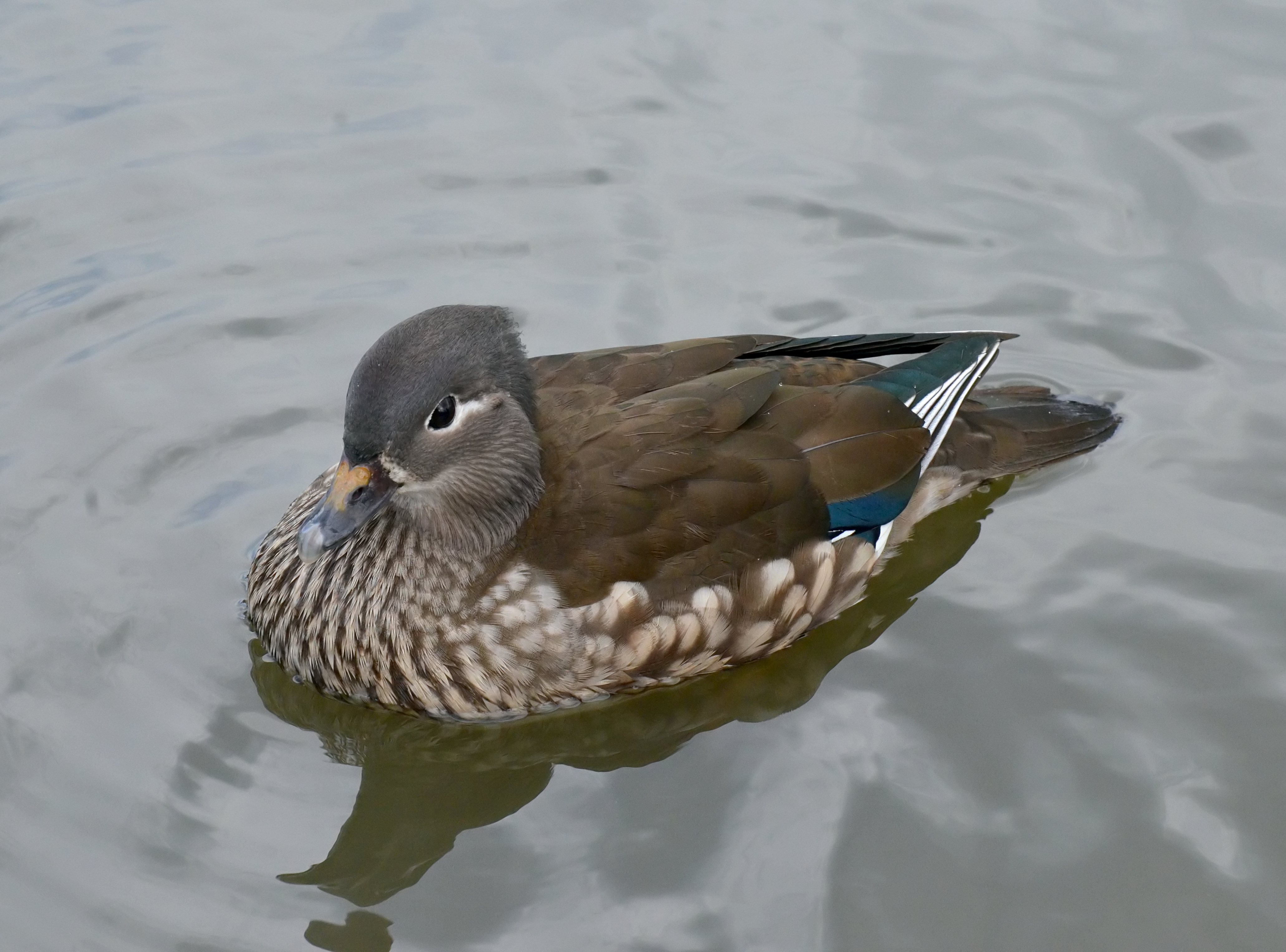
Vrouwtje

## Leefwijze
Mandarijneenden rusten vaak in bomen. Ze kunnen in het donker goed zien. Hun voedsel, dat ze op het land zoeken, bestaat uit noten en zaden, maar ook insecten en slakken staan op het menu. Dit dier is deels een trekvogel.

## Broedseizoen
De mandarijneend broedt in Europa van april tot juni en heeft in deze periode één legsel. Een nest bevat tussen de 8 en de 12 eieren. De mandarijneend broedt in (boom)holtes. De mandarijneend broedt in paren en voedt ook samen de jongen op, dit paartje blijft vaak hun hele leven samen. Na een broedduur van 28 tot 31 dagen komen de jongen uit. Na de eerste dag verlaten de jongen het nest en komen ze er niet meer terug. De ouders verzorgen hen op het water en in het gras. Na 60 dagen kunnen ze vliegen en verlaten ze de ouders. De jongen zijn als ze geboren worden, net zoals de moeder, grijsbruin van kleur.

## Verspreiding en leefgebied
Het oorspronkelijke broedgebied ligt in het oosten van China en het noorden van Noord-Korea. Deze populatie overwintert in het noorden van Indochina. De populatie in Japan is standvogel. Als exoot komt de mandarijneend plaatselijk voor in Nederland, België, Frankrijk, het Verenigd Koninkrijk, Denemarken, Duitsland, Oostenrijk, Zwitserland en Slovenië.

### Voorkomen in Nederland en België
Het eerste broedgeval in het wild werd vastgesteld in 1964, in de duinen bij Wassenaar (Meijendel). Nadien waren er meer broedgevallen in parken om Den Haag en later in de jaren 1960 ook in Gelderland aan de IJssel bij Heerde. In de loop van de jaren 1970 breidde de soort zich uit naar de buurt van Arnhem, Doorwerth, Renkum en Wageningen. Rond 1994 werd het aantal broedparen geschat op circa 100. In het gebied om Arnhem is het aantal losse waarnemingen in een reeks van jaren goed bijgehouden. Hieruit blijkt dat rond het jaar 2000 dit aantal opliep tot meer dan 500. Na 2002 daalde dit aantal weer. Volgens SOVON zijn er landelijk te weinig gegevens voor een betrouwbare trendberekening. In de periode 1998–2007 werd het aantal broedparen geschat op 200 tot 260. Na een winter met een periode van strenge vorst, daalt het aantal meestal.
Ook in België broedt de mandarijneend. Het aantal broedgevallen wordt door het INBO geschat op tussen de 75 en de 100 paren.

## Status
De mandarijneend heeft een groot verspreidingsgebied en daardoor is de kans op de status kwetsbaar (voor uitsterven) gering. De grootte van de populatie wordt geschat op 65.000 tot 66.000 individuen. Deze aantallen lopen achteruit. Echter, het tempo ligt onder de 30% in tien jaar (minder dan 3,5% per jaar). Om deze redenen staat de mandarijneend als niet bedreigd op de Rode Lijst van de IUCN.

## Afbeeldingen

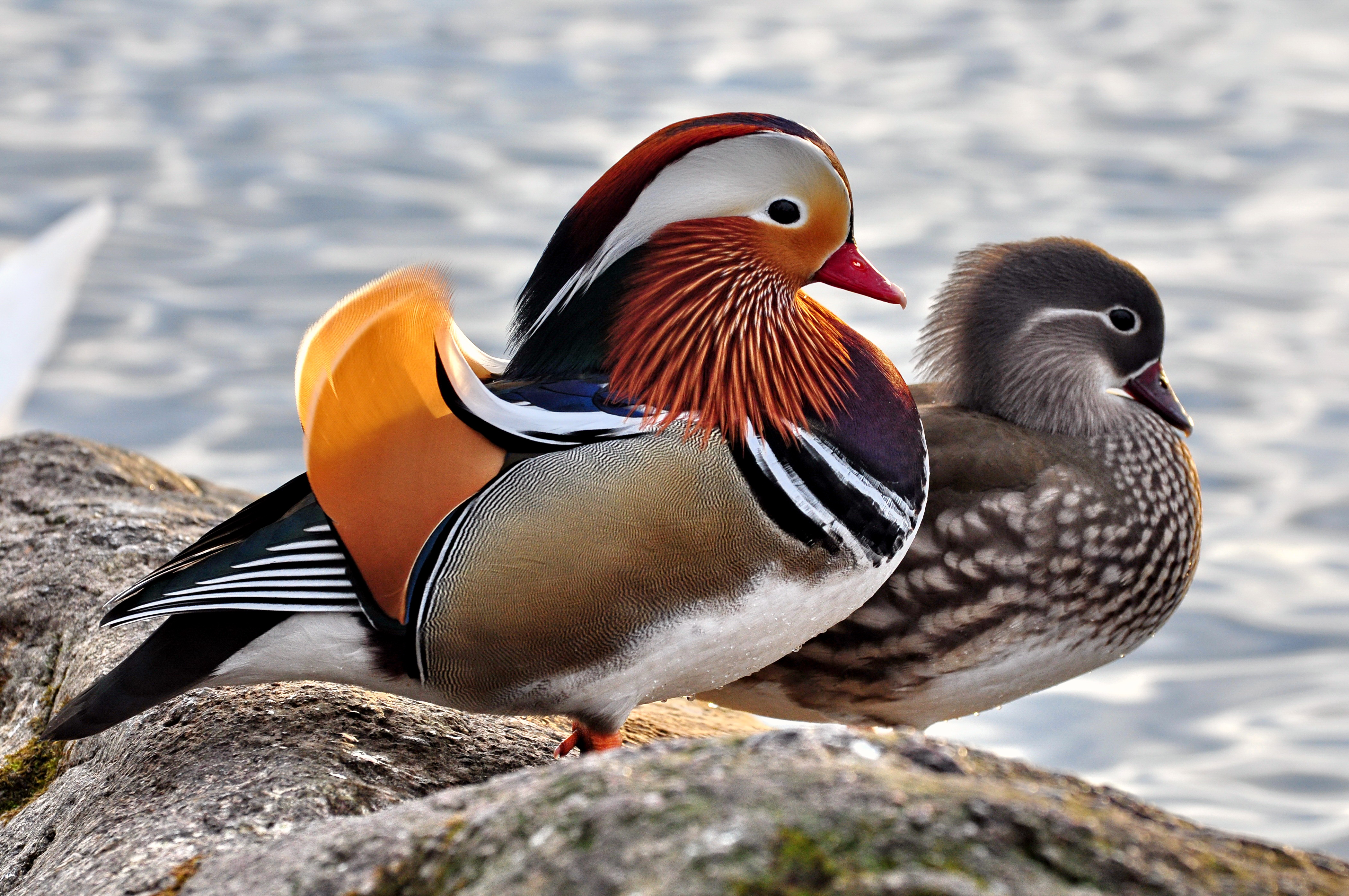
Een paartje
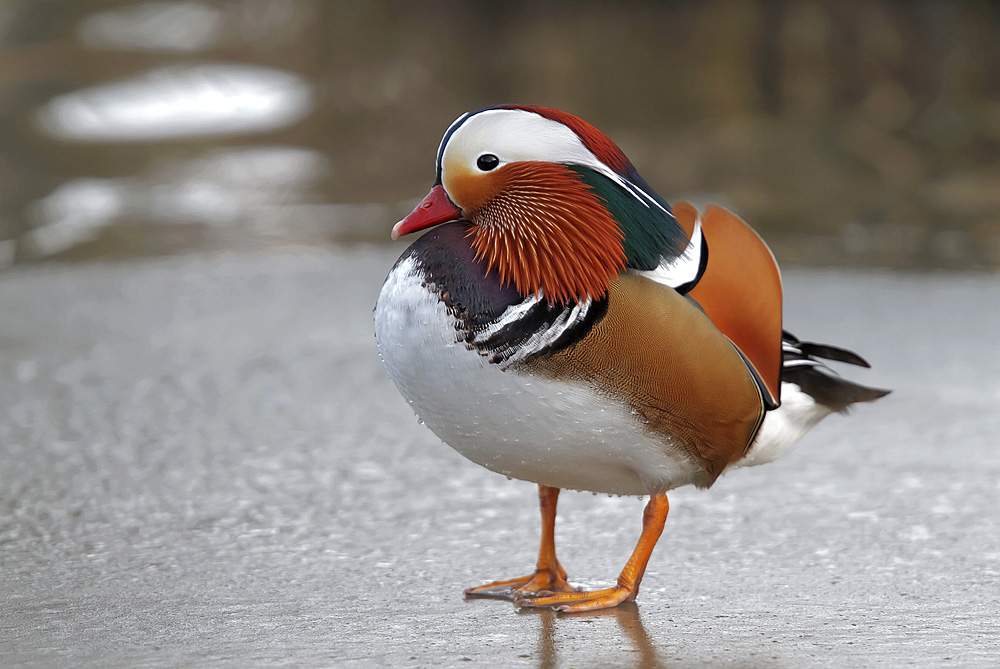
Mandarijneend op het ijs
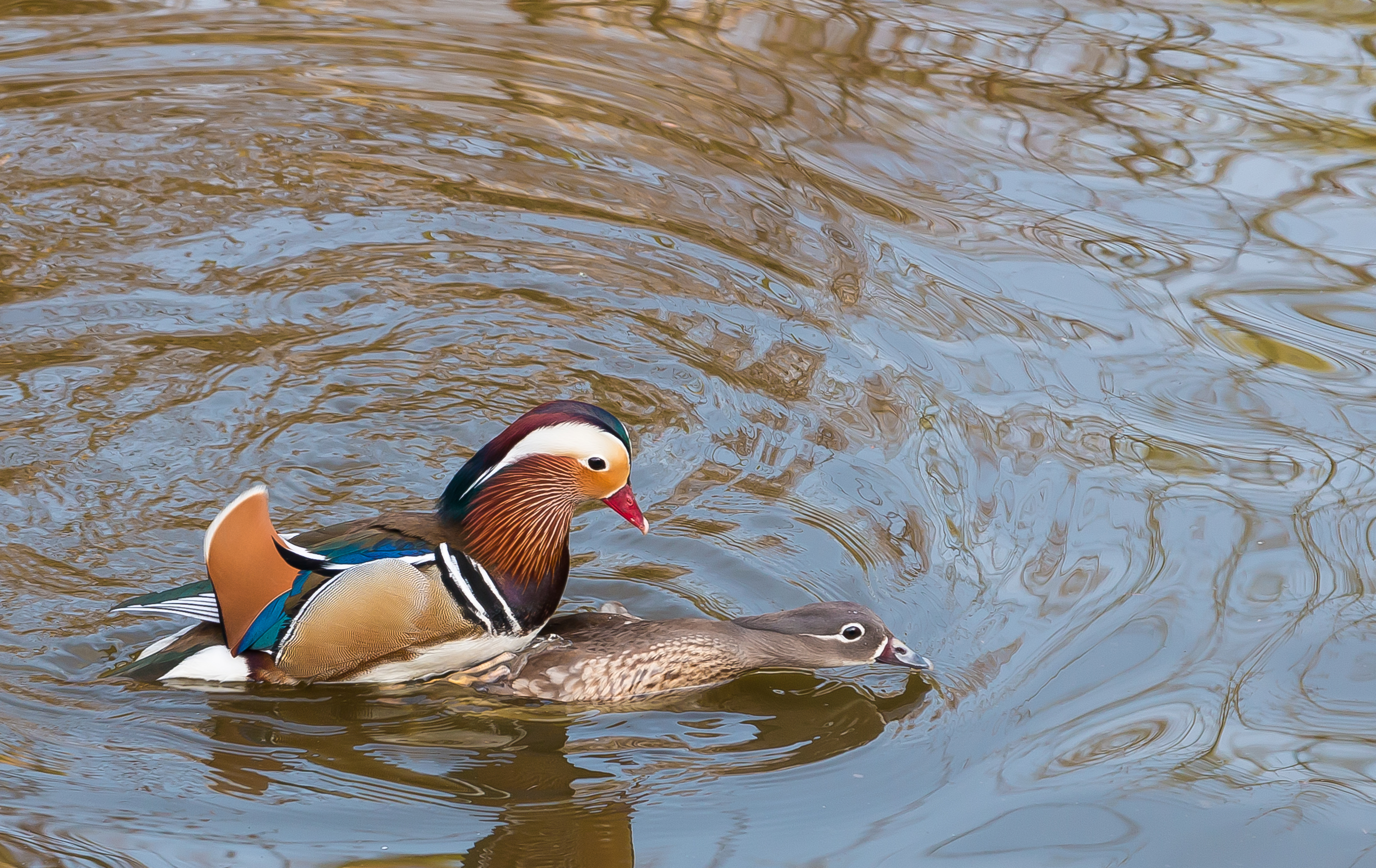
Parend